# Murder Without Crime
Murder Without Crime is een Britse misdaadfilm uit 1950 onder regie van J. Lee Thompson.

## Verhaal
De schrijver Stephen gaat zich bezatten na een ruzie met zijn vrouw. Op die manier maakt hij kennis met de nachtclubdanseres Grena. Later op de avond raakt de dronken Stephen betrokken bij een ruzie in zijn eigen woning. Hij vindt vervolgens het lijk van Grena op de vloer. De huisbaas van Stephen merkt dat er iets niet pluis is en hij besluit hem af te persen.

## Rolverdeling
| Acteur            | Personage |
| ----------------- | --------- |
| Dennis Price      | Matthew   |
| Derek Farr        | Stephen   |
| Patricia Plunkett | Jan       |
| Joan Dowling      | Greta     |